# Boys Say Go!
Boys Say Go! este o piesă a formației britanice Depeche Mode. Piesa a apărut pe albumul Speak and Spell, în 1981.